# 伴伝兵衛 (7代)
伴伝兵衛 (7代)（ばん でんべえ (ななだい)、生没年不明）は、江戸時代後期の近江商人。江戸で『近江屋』、八幡で『扇屋』と言う畳表・蚊帳などを商う老舗伴伝兵衛家の7代目当主。

## 略歴
近江国志賀郡下坂本村（現滋賀県大津市坂本）の捨井家に生まれる。兄は奇石蒐集家で考古学の先駆者とも言われる木内石亭。数え46歳の時に、近江国蒲生郡八幡（現近江八幡市伴伝兵衛（6代）資光の娘「くま」の婿養子となり、第7代伴伝兵衛となった。諱は能弘と言った。寛政3年（1791年）旗本朽木長綱（寛政5年（1793年）隠居）が領主の時に、町の総年寄に任じられ、名字帯刀が許されていた。
八幡町の住民は、豊臣秀次が八幡山城を築き、その城下町として八幡町を開いて以来、『朱印状』により諸役が免除されていた。文政5年6月（1822年7月）
突如幕府から命じられた役人が、八幡町衆に対して御朱印吟味のため朱印状差し出しを命じて来た。吟味が特権剥奪に繋がる可能性があることから、町衆代表2名が朱印状提出拒否申し出を行ったところ、二人は捕縛されてしまった。町衆は開放を求め強訴に及び、漸く二人は解き放たれた。しかし、役人からは再三再四朱印状提出を要請してきた、ついに町衆代表者が江戸に行き、八方手を尽くし諸役免除存続を求め、結果文政5年11月末日（1823年1月11日）町衆の希望が通り、朱印状提出については沙汰止みとなった。この騒動を御朱印騒動と呼び、7代伝兵衛は町衆と役人の間を取り持ち、幕府役人に交渉し町衆勝利に一役買った。なお、当時近江商人は大名貸や公儀御用を通じて、諸大名・幕閣とは強い関係を有していた。また、この頃幕府内部は将軍徳川家斉時代で側近水野忠成治世下にあり、幕府財政の破綻・幕政の腐敗・綱紀の乱れなどが横行していた時代であった。なお、御朱印騒動の後の文政8年（1825年）、八幡町中心部は天領となり、領主であった朽木綱常（長綱の子）は領地替えとなり、旗本朽木家の八幡陣屋（通称朽木主膳陣屋）は信楽代官所に引き渡された。